# Börje Svanström
Börje Oskar Ernst Svanström, född den 17 juli 1921 i Stockholm, död den 14 december 1995 i Jönköping, var en svensk ämbetsman.
Carlström avlade studentexamen i Stockholm 1943 och juris kandidatexamen vid Stockholms högskola 1951. Han blev taxeringsinspektör vid länsstyrelsen i Jönköpings län 1958, tillförordnad förste taxeringsinspektör där 1960, ordinarie förste taxeringsinspektör 1963, länsassessor 1965, förste länsassessor 1971 samt länsråd och chef för skatteavdelningen där 1980. Svanström vilar i en familjegrav på Skogskyrkogården i Jönköping.